# Michael Duke
Michael Terry Duke (7 dicembre 1949) è un imprenditore statunitense, è attualmente il quarto direttore generale della  Walmart.  Nel 2012 la Forbes lo ha posizionato al diciassettesimo posto nella Lista delle persone più potenti del mondo.

## Biografia
Duke entrò nella Walmart nel 1995, e di recente è stato a capo delle operazioni internazionali della compagnia, divenendone direttore generale nel 2009. Duke è inoltre uno dei direttori della Retail Industry Leaders Association e della Arvest Bank
Duke studiò ingegneria industriale alla Georgia Institute of Technology nel 1971, dove fu membro della fraternity. Delta Sigma Phi . È inoltre membro del consiglio d'amministrazione della Consumer Goods Forum. Nel 2012 il suo salario era di 18.2 milioni di dollari.